# Episodi di Médico de familia (terza stagione)
La terza stagione di Médico de familia è stata trasmessa in prima visione TV dal 1º ottobre al 24 dicembre 1996.
| nº | Titolo                          | Prima TV Spagna  |
| -- | ------------------------------- | ---------------- |
| 1  | ¡Qué noche la de aquel día!     | 1º ottobre 1996  |
| 2  | Los Martín Conquistan Manhattan | 8 ottobre 1996   |
| 3  | Olvidar China                   | 15 ottobre 1996  |
| 4  | Fuegos internos                 | 22 ottobre 1996  |
| 5  | Mochuelos sin olivo             | 29 ottobre 1996  |
| 6  | Por amor a ti                   | 5 novembre 1996  |
| 7  | La visita de Carmen             | 12 novembre 1996 |
| 8  | La sorpresa                     | 19 novembre 1996 |
| 9  | Feliz, feliz en tu día          | 26 novembre 1996 |
| 10 | Treinta son multitud            | 3 dicembre 1996  |
| 11 | Por los viejos tiempos          | 10 maggio 1996   |
| 12 | El divorcio                     | 17 dicembre 1996 |
| 13 | Pide un deseo, es Navidad       | 24 dicembre 1996 |